# Memecylon angustifolium
Memecylon angustifolium är en tvåhjärtbladig växtart som beskrevs av Robert Wight. Memecylon angustifolium ingår i släktet Memecylon och familjen Melastomataceae. Inga underarter finns listade i Catalogue of Life.